# یواس‌اس واهاکا (وای‌تی‌ام-۵۲۶)
یواس‌اس واهاکا (وای‌تی‌ام-۵۲۶) (به انگلیسی: USS Wahaka (YTM-526)) یک کشتی بود که طول آن ۱۰۱ فوت ۰ اینچ (۳۰٫۷۸ متر) بود. این کشتی در سال ۱۹۴۵ ساخته شد.